# میک بلو
میک بلو (انگلیسی: Mick Blue؛ زاده ۹ سپتامبر ۱۹۷۶) بازیگر و کارگردان پورنوگرافی اهل اتریش است.

## زندگی شخصی
بلو از مارس ۲۰۱۴ با آنیکا آلبریت بازیگر پورنوگرافی ازدواج کرده‌است. بلو و آلبریت در سال ۲۰۱۵ برنده جایزه بهترین بازیگر زن و مرد سال جوایز ای وی ان شدند. آن‌ها تاکنون برای اولین بار زن و شوهری بودند که به‌طور همزمان برنده جایزه شدند. او همچنین در سال ۲۰۱۶ برای دومین سال پیاپی به عنوان بهترین بازیگر مرد سال در جوایز ای وی ان شد. او همچنین در سال ۲۰۱۷ برای سومین بار پیاپی این جایزه را از آن خود کرد.